# Slavik – Auf Staats Nacken
Slavik – Auf Staats Nacken ist eine deutsche Scripted-Reality-Webserie des Streaminganbieters Joyn, die erstmals am 26. November 2019 veröffentlicht wurde. Sie handelt von dem titelgebenden Influencer Slavik Junge (Mark Filatov), der als Testimonial für das Arbeitsamt tätig ist.
Am 16. Juni 2020 wurde bekannt, dass Joyn die Serie um eine zweite Staffel verlängert. Sie startete am 24. Februar 2021.
Auch für das Jahr 2022 wurden acht neue Folgen auf Joyn angekündigt. Alle Folgen werden ab dem 28. Januar 2022 zu sehen sein.
Die Ausstrahlung der vierten Staffel begann am 17. November 2022.

## Handlung
Für das Arbeitsamt arbeitet der Influencer Slavik Junge als Jobtester und produziert werbewirksame Videos. Dabei wird er von einem Dokumentationsteam begleitet. Er ist für das Arbeitsamt tätig, da er dadurch einer Anzeige wegen Sozialbetrugs entgehen kann. Slavik Junge verdient als Influencer auf YouTube und Instagram Geld und bezog dennoch weiterhin Arbeitslosengeld II.
Zu Beginn jeder Folge erhält er den Auftrag durch den asiatischen Betriebsleiter des Arbeitsamtes und dessen russische PR-Beraterin Svetlana. Vor Ort dreht er mit dem Kamerateam, wobei Realität und Fiktion vermischt werden. Das heißt, dass einige Szenen mit realen Personen und Gesprächen bestehen, andere wiederum aus fiktiven Personen und Gesprächen. Am Ende jeder Folge reflektiert Slavik Junge mit Freunden in einer Shisha-Bar den Tag bzw. die Arbeit und stellt das Video dem Arbeitsamt vor.

## Episodenliste
Vom 26. November bis zum 17. Dezember 2019 wurden dienstags und freitags eine neue Folge auf Joyn veröffentlicht. Bisher wurden acht Episoden produziert. Außerdem wurden 2021 vom 24. Februar bis zum 17. März weitere 8 Folgen im Rahmen der 2. Staffel veröffentlicht. Die Folgen der dritten Staffel wurden am 28. Januar 2022 veröffentlicht. Die ersten vier Episoden der vierten Staffel wurden am 17. November auf Joyn Plus+ veröffentlicht, während in den folgenden zwei Wochen jeweils zwei Episoden veröffentlicht wurden. Bei Joyn wurden die ersten beiden Folgen am 17. November veröffentlicht und danach wöchentlich zwei weitere.

### Staffel 1
| Nr. | Originaltitel        | Erstveröffentlichung |
| --- | -------------------- | -------------------- |
| 1   | Kosmetiker           | 26. Nov. 2019        |
| 2   | Erzieher             | 26. Nov. 2019        |
| 3   | Polizist             | 29. Nov. 2019        |
| 4   | Hausmeister          | 3. Dez. 2019         |
| 5   | Stadtführer          | 6. Dez. 2019         |
| 6   | Bauarbeiter          | 10. Dez. 2019        |
| 7   | Freizeitpark-Manager | 13. Dez. 2019        |
| 8   | Altenpfleger         | 17. Dez. 2019        |

### Staffel 2
| Nr. | Originaltitel       | Erstveröffentlichung |
| --- | ------------------- | -------------------- |
| 1   | Bauernhof           | 24. Feb. 2021        |
| 2   | Drill Camp          | 24. Feb. 2021        |
| 3   | Ordnungsamt         | 3. März 2021         |
| 4   | Zirkus              | 3. März 2021         |
| 5   | Fetisch Shop        | 10. März 2021        |
| 6   | Bundestag           | 10. März 2021        |
| 7   | Schönheitschirurgie | 17. März 2021        |
| 8   | Hotel               | 17. März 2021        |

### Staffel 3
| Nr. | Originaltitel     | Erstveröffentlichung |
| --- | ----------------- | -------------------- |
| 1   | Die Tantramassage | 28. Jan. 2022        |
| 2   | Prepper           | 28. Jan. 2022        |
| 3   | FKK-Camping       | 28. Jan. 2022        |
| 4   | Die Oper          | 28. Jan. 2022        |
| 5   | Ritter            | 28. Jan. 2022        |
| 6   | Clubkultur        | 28. Jan. 2022        |
| 7   | Das Puppenbordell | 28. Jan. 2022        |
| 8   | Auf dem Rummel    | 28. Jan. 2022        |

### Staffel 4
| Nr. | Originaltitel    | Erstveröffentlichung |
| --- | ---------------- | -------------------- |
| 1   | El Arenal        | 17. Nov. 2022        |
| 2   | Schaumparty      | 17. Nov. 2022        |
| 3   | Immobilien       | 17. Nov. 2022        |
| 4   | 2-Euro-Challenge | 17. Nov. 2022        |
| 5   | Mallorcas Natur  | 24. Nov. 2022        |
| 6   | Reiterhof        | 24. Nov. 2022        |
| 7   | Auswanderer      | 1. Dez. 2022         |
| 8   | Bierkönig        | 1. Dez. 2022         |

## Auszeichnung
Die Serie gewann den Deutschen Comedypreis sowohl im Jahr 2020 als auch im Jahr 2021 in der Kategorie Beste Comedy-Serie.